# JmIrc
JmIrc est un client IRC graphique écrit en Java pour les téléphones portables équipés d'une machine virtuelle Java, et disponible selon les termes de la licence GPL.

## Fonctionnalités
- Faible taille
- Support du multi-fenêtrage
- Facilité d'utilisation, notamment pour le défilement des fenêtres
- Support natif de l'encodage KOI8-R et Windows-1251
- Support des couleurs de mIRC